# Hoa Lư
Hoa Lư este un oraș mic din Delta Râului Roșu din nordul Vietnamului. Este capitala provinciei Ninh Bình. Numele anterior era Ninh Bình înainte de 2024.